# 海吉拉
- 關於伊斯兰历史上的重要事件，請見「希吉拉」。
- 關於同名台灣電影，請見「海吉拉 (電視電影)」。

海吉拉（英語：Hijra）是南亞地區對變性者或跨性別人士的稱呼。海吉拉通常被认为是第三性的一个成员——既不是男人，也不是女人。绝大多数的海吉拉都是生理男性或者双性人，但也有部分生理女性的海吉拉（一般被称为海吉拉斯）。

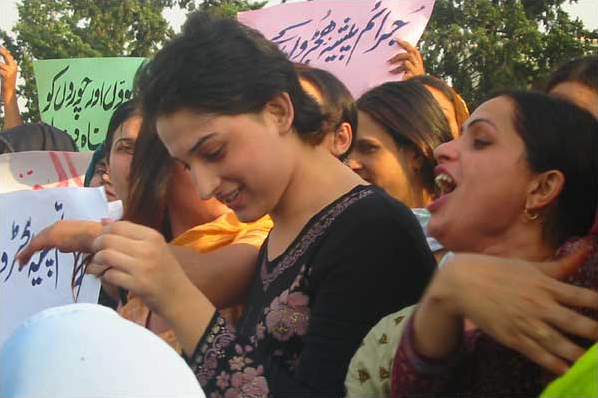
海吉拉在伊斯兰堡示威

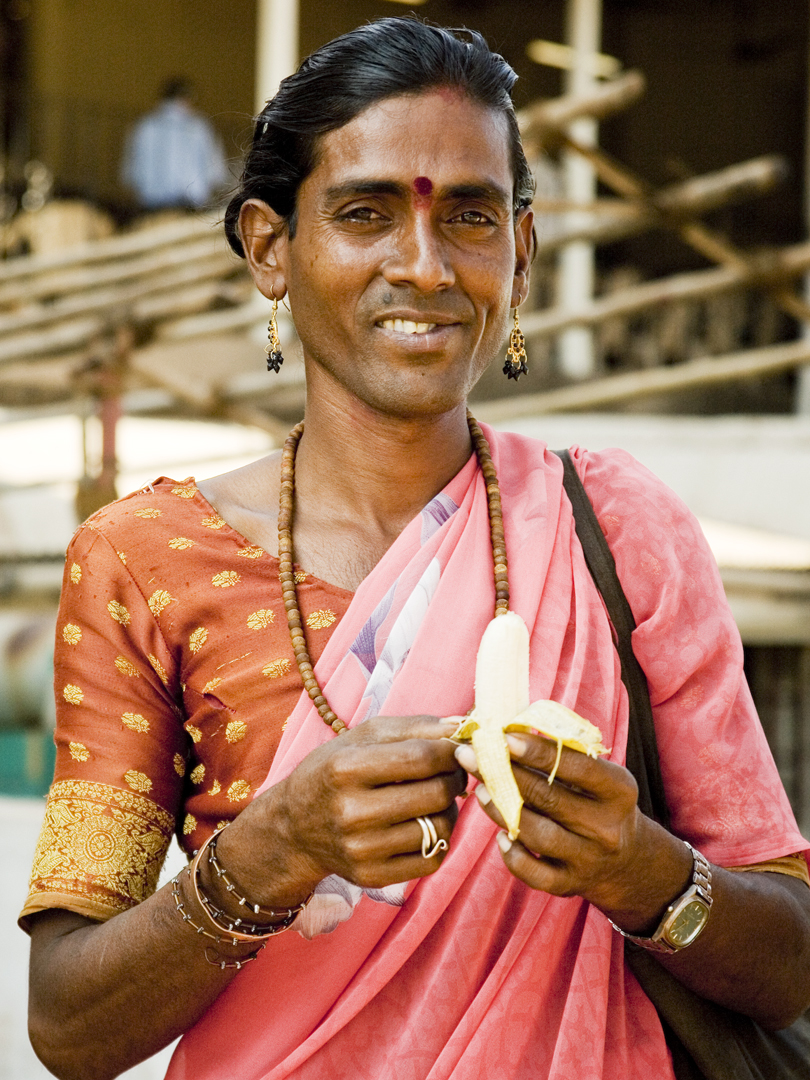
一名印度果阿邦的“海吉拉”。

尽管海吉拉被认为是“阉人”，但他们当中只有很少一部分人做过变性手术。

## 来历
海吉拉的来历可以在印度两大史诗之一的《罗摩衍那》中找到答案。
传说王子罗摩（印度神毗湿奴的化身之一）放弃王位，离开妻子和弟弟自我放逐了14年，在林中苦苦修炼并得到神力。在这些年中，所有的男女仆人都离开了罗摩，只有一个被阉割的仆人等了14年，一直等到主人归来。这个仆人就成了“海吉拉”的始祖。因为“海吉拉”从一开始就得到了罗摩的祝福，因此，印度传统上认为“海吉拉”具有法力，是吉祥的人，能为人带来好运、驱除厄运，而遭到其诅咒的人就会失去性能力。

## 海吉拉的现状
印度人称海吉拉为“神的使者”、“神的新娘”，而实际上，在一般印度人眼里，不男不女的海吉拉等同贱民。他们是印度最受轻视、最孤立的群体，被排斥在社会的边缘，生活在阴暗的世界里，遵循着自己的习惯和规矩，与普通人保持着距离。
但近年来，海吉拉们奋发求存，她们的精英分子勇闯政界、时装界，在社会崭露头角，俨然成为印度社会两性以外的“第三性力量”：
- 2000年，婆罗门家庭出生的海吉拉——沙勃楠姆当选中央邦议员。四十岁的沙勃楠姆，人称“叔叔”，当议员之前靠表演歌舞维生；
- 2001年，印度北方邦首府勒克瑙举行时装表演，主办当局邀请六名海吉拉斯与职业模特儿同台演出，为他们进军时装界打响了头炮；
- 2001年，中央邦首府博帕尔举行了“世界阉割者选美会”，参加选美的佳丽超过一百人，可谓盛况空前。

日前，有印度传媒报道说，该国第一位海吉拉市长——卡姆拉被法庭剥夺其官职，原因是“卡姆拉即使阉割了，仍是个男人”。受此事影响，不少海吉拉开始担心自己的政治前途，目前还有人考虑是否组成一个党派，以便争取应得的权利。
孟加拉国从2013年11月份开始，正式承认第三性，在官方文件上标注海吉拉身份。
2014年4月起，印度最高法院宣佈從法律上承認第三性人士。

## 对海吉拉的描述
中国作者单一夫在一篇名为《在印度列车上遇见“海吉拉斯”》的随笔中写道：“（海吉拉的）身材高瘦，肩膀却宽得不成比例，赤脚，身裹粉紫色纱丽，脸上浓脂厚粉，眉心涂一颗硕大红痣，仿佛第三只眼，与一双黑眼睛一起射出三道凶光。她身后的‘小跟班’妆容朴素，个头稍矮，像个尚未发育的少女，眼睛里却有着成年人的阴郁。 ”

## 延伸閱讀
Amara Das Wilhelm（2004）. Tritiya-Prakriti: People of the Third Sex: Understanding Homosexuality,Transgender Identity,and Intersex Conditions Through Hinduism.